# Pozdrav astronautovi
Pozdrav astronautovi, známá také pod názvem Pocta astronautovi nebo dle jejího verše jako Dobrý den, majore Gagarine, je česká dixielandová píseň z roku 1961 napsaná v reakci na let Jurije Gagarina v lodi Vostok 1 – první let člověka do vesmíru. Vznikla hned 12. dubna 1961, tedy tentýž den, kdy došlo k letu, a týž den byla vysílána v Československém rozhlase z ostravského rozhlasového studia. Záznam pro gramofonovou desku vydanou Supraphonem (na straně B singlu s katalogovým číslem 013422) vznikl o tři dny později. Text písně napsal zhruba za dvě hodiny ostravský redaktor Pavel Pácl, hudbu složil Jaromír Hnilička a píseň nahrál Gustav Brom se svým orchestrem, ve kterém byl Jaromír Hnilička trumpetistou. Píseň nazpíval Gustav Brom. 
V roce 1962 natočil Georgis Skalenakis TV hraný videoklip, kde píseň zpívá Hanuš Bor, v té době již známý z několika dětských filmů.

## Přijetí
Píseň se stala v Československu poměrně populární a hrála se i v Sovětském svazu, přičemž se díky politicky přijatelnému textu podílela na přijetí jazzu ve Východním bloku.
Jaromír Hnilička byl od počátku s politizací písně nespokojen a později se v reakci na srpnovou okupaci Československa zřekl autorských práv.
Textař Pavel Pácl v roce 2011 uvedl: „Nelituji, že jsem ten text napsal, i když to není žádné velké umělecké dílo. … Rozhodně jsem ale v životě vykonal důležitější věci, než byl text k téhle písničce…“
Interpret písně, jazzový kapelník Gustav Brom, se k stáru nerad k písni hlásil.

## Další verze
Píseň byla později nahrána jinými hudebníky a také různě parodována. Největší ohlas, převážně nesouhlasný, vzbudila druhá Janem Vyčítalem přetextovaná a vážně míněná verze nazvaná „Dobrý den, prapore hvězd a pruhů“, kterou nazpíval v roce 2007 v souvislosti s podporou projektu radaru v Brdech. Závěrečný refrén nazpívala v duetu tehdejší ministryně obrany Vlasta Parkanová. Výhrady se týkaly umělecké úrovně textu, příp. zpěvu V. Parkanové, dále účelu, pro který byl text vytvořen – ať již proto, že účelu spíše uškodil, nebo proto, že odpůrcům radaru počin vadil – i participace člena vlády, tím spíše ministryně obrany. Vyčítalovo využití motivu v kampani pro radar se nelíbilo ani doc. PhDr. Pavlu Páclovi, který mj. uvedl: „Vždycky jsem byl proti jakékoliv přítomnosti cizích vojsk, ať už to byla okupace v roce 1968, nebo americký radar.“  Obě Vyčítalovy verze vyšly na albu My jsme kluci vočkovaný Olšanem.